# De Ontzetting
De Ontzetting is een studentenharmonieorkest uit Wageningen.

## Karakteristieken
Het orkest telt ongeveer 70 leden, waarvan de meerderheid bestaat uit studenten aan de Universiteit van Wageningen.
Twee keer per jaar wordt er een concert gegeven. Deze concerten hebben vaak een overkoepelend thema. Elk concert heeft een divers programma met verschillende stijlen muziek. De Ontzetting heeft ook een ensemble dat regelmatig optredens verzorgt. Eens in de twee jaar gaat het orkest op tournee in binnen- of buitenland.

## Geschiedenis
De Ontzetting is opgericht op 15 november 1984, door een groep vrienden van de toenmalige Landbouw Hogeschool Wageningen. Deze studenten bespeelden een breed scala aan instrumenten, die niet in de bestaande orkesten pasten. Door samen te musiceren werd De Ontzetting geboren. Na de eerste repetities, op 27 februari 1985, werd De Ontzetting een officiële muziekvereniging met statuten. Hoewel het orkest destijds klein begon, groeide het uit tot een volwaardig harmonieorkest.
De eerste dirigent van het orkest was Léon Bours. Na vijf jaar werd hij opgevolgd door achtereenvolgens Danny Nooteboom en Bart van Meijl, die in 2002 het dirigeerstokje overdroeg aan Jean-Pierre Gabriël. Na ruim 20 jaar nam deze in 2023 afscheid. Hij werd opgevolgd door Olav Dorst.